# アン・ニクソン・クーパー
アン・ニクソン・クーパー（英: Ann Nixon Cooper、1902年1月9日 - 2009年12月21日）は、アメリカ合衆国テネシー州シェルビービル（英語版）出身でジョージア州アトランタに住んでいた女性アフリカ系アメリカ人活動家である。

## 人物
1980年にアトランタのWXIAテレビから社会奉仕活動メダル(community service medal)を授与された。また、2002年にオーバーンアベニューアフリカ系アメリカ文化・歴史研究図書館(Auburn Avenue Research Library on African American Culture and History)からアニー・L・マクフィーターズ社会奉仕活動メダリオンを授与された。
バラク・オバマ大統領が2008年11月4日の大統領選挙勝利演説において彼女に言及したことから、世界的に有名になった。